# Otome game
Otome game (乙女ゲーム (Ất nữ game) otome gēmu, "game con gái"), hay gọi tắt là Otoge (乙ゲー otogē) hoặc Otomege (乙女ゲー otomegē), là một thể loại video game dựa theo cốt truyện với mục tiêu hướng tới một thị trường dành cho nữ giới. Nhìn chung một trong những mục tiêu, bên cạnh cốt truyện chính là để phát triển một mối quan hệ lãng mạn giữa nhân vật nữ chính và một trong vài nhân vật nam. Thể loại này khá thịnh hành tại Nhật Bản, và chủ yếu dùng để làm visual novel và các game mô phỏng (đặc biệt là mô phỏng hẹn hò).

## Lịch sử
Tựa game otome đầu tiên thường được công nhận là Angelique do một nhóm nhân viên toàn nữ tạo ra và được hãng Koei phát hành vào năm 1994 ở Nhật Bản dành cho Super Famicom. Trò chơi ban đầu nhắm đến đối tượng tuổi teen và thiếu nữ, nhưng đã trở nên phổ biến bất ngờ với những thiếu nữ lớn tuổi và phụ nữ ở độ tuổi 20. Angelique được cho là có "thiết lập lên chi tiết cụ thể và các quy ước về game của phụ nữ: tập trung vào sự lãng mạn, điều khiển dễ dàng và việc sử dụng truyền thông đa phương tiện khác." Năm 2002, Konami cho phát hành tựa game rất thành công Tokimeki Memorial Girl's Side đã mang lại nhiều người hâm mộ mới cho thể loại vẫn còn mới mẻ này. Năm 2006, danh sách của Famitsu về Top 20 game tình yêu bán chạy nhất đã bao gồm bảy otome game. Những game đầu tiên đã vay mượn rất nhiều từ hình tượng và các quy ước câu chuyện của "retro shoujo manga", "nhân vật nữ chính mang tính nguyên mẫu, nhấn mạnh vào sự trong trắng, không tình dục, sự lãng mạn lặng lẽ một cách thanh bình, thiết lập ổn định", nhưng như các thể loại mở rộng, các yếu tố về lối chơi và kể chuyện khác đều được giới thiệu bao gồm cả hành động/phiêu lưu, chiến đấu và các tình tiết kiểu như "nhân vật nữ chính có thể ‘cứu thế giới’ và ‘lấy được chàng trai’ cùng một lúc".
McKenzie & Co (1995) từ American Laser Games và Girl's Club (1992) từ Philips Interactive là những game mô phỏng dành cho các cô gái được phát triển và phát hành tại Mỹ trong quá khứ. Otome game Nhật Bản đầu tiên được chính thức dịch và bày bán tại Anh là visual novel Yo-Jin-Bo năm 2006 dành cho PC. Kể từ đó đã có một số nhỏ các phiên bản gia tăng mỗi năm, bao gồm Hakuoki: Demon of the Fleeting Blossom dành cho PSP và 3DS cũng như loạt game Shall We Date? cho iPhone.

## Phong cách
Thể loại này có nhiều yếu tố phong cách chung với manga shōjo và josei, và cốt truyện của chúng thường tương tự như manga harem. Cũng có những game hướng đến phụ nữ thường tập trung vào tình cảm lãng mạn giữa người đàn ông, gọi là boys' love game (ボーイズラブゲーム bōizu rabu gēmu), đôi lúc có những yếu tố tình cảm nam với nam trong otome game, nhưng cả hai thể loại thường được phân biệt rạch ròi.
Otome game được phát hành trên console và các hệ máy cầm tay không chứa nội dung khiêu dâm, các công ty như Sony và Nintendo không cho phép điều này. Có những trò chơi được phát hành trên PC xếp hạng 18 + cho nội dung tình dục của chúng. Một số game (như Dessert Love) ban đầu được phát hành cho PC với nội dung khiêu dâm và sau đó đã bị cắt bớt và tái phát hành cho PS2. Những yếu tố khác phổ biến trong otome game là tầm quan trọng của diễn xuất bằng giọng nói, ảnh tĩnh CG và một phần kết hoặc khung cảnh vào khúc cuối game khi một nhân vật được hoàn thành thành công.

## Lối chơi
Theo truyền thống, mục tiêu của loại game này là mong muốn bạn đồng hành phải lòng và có mối quan hệ với nhân vật người chơi, nhưng những yêu cầu để đạt được một "kết thúc tốt đẹp" khác với game để chơi. Trong khi cốt truyện của otome game khác nhau rất nhiều, thường có một nhân vật nữ chính duy nhất và một số chàng trai tuấn tú với đủ mọi kiểu dáng và tính tình. Lối chơi đôi khi không đặc biệt tập trung vào sự lãng mạn, ngay cả khi có một số nhân vật có những "route" mà người chơi có thể hướng theo. Một ví dụ nổi bật cho xu hướng này là các game của công ty Rejet chẳng hạn như Diabolik Lovers hoặc Black Wolves Saga -Bloody Nightmare-.
Thường thì trong visual novel các ví dụ của thể loại này, người chơi tiếp nối câu chuyện bằng cách chọn đối thoại hoặc hành động làm ảnh hưởng đến những mối quan hệ của họ trong một định dạng cây quyết định. Còn với otome game mô phỏng, đó cũng là lối chơi khác có ảnh hưởng đến cốt truyện, hoặc bằng cách chơi minigame hay gia tăng các chỉ số nhân vật. Nhân vật chính (người chơi) thường có một vài thông số, chẳng hạn như ngoại hình, kiểu dáng, trí tuệ, tài năng, v.v... đều có thể được nâng lên thông qua các hoạt động khác nhau trong lối chơi thông thường. Những đồng sự tiềm năng thường yêu cầu một tham số hoặc các thông số nhất định để trong một mức độ nhất định để họ phải lòng nhân vật chính. Ngoài ra còn có một khía cạnh thường hẹn hò thuần túy của lối chơi trong dạng mô phỏng. Điều này liên quan đến việc đòi hỏi hoặc được yêu cầu vào những ngày quan tâm đến người yêu, làm một hoạt động với họ và trả lời các câu hỏi hoặc ý kiến của họ. Người chơi có thể lựa chọn các câu trả lời và một câu trả lời đúng sẽ giúp làm tăng vị thế của bạn với nhân vật đó.
Một đặc điểm của dòng game này đã trở nên phổ biến là "full voice" (フルボイス furu boisu), hay là lồng tiếng trong game, không chỉ tại các điểm cốt truyện chính. Những tình nhân thường được lồng tiếng bởi các diễn viên lồng tiếng nổi tiếng, và đôi khi để có giọng nói nổi tiếng được ưu tiên trong quá trình phát triển (và ngân sách) lên nhân vật thú vị, đồ họa bóng bẩy hoặc một tình tiết hấp dẫn. Điều này còn phổ biến hơn trong các console game (cho PlayStation 2 và Wii) và vẫn còn hiếm trong các game hệ máy cầm tay (cho Nintendo DS và PlayStation Portable). Tại một số điểm, hoặc khi người chơi vượt qua các yêu cầu nhất định thì sẽ xuất hiện một sự kiện đặc biệt, thường đính kèm một "CG" (đồ họa máy tính) như một phần thưởng. CG này là một bộ ảnh có các nhân tình và đôi lúc là nhân vật chính trong một tư thế, cùng một số đoạn đối thoại.
Ngoài ra otome game còn có liên kết chặt chẽ với manga shōjo với những tựa đề nổi tiếng thường sản sinh hàng loạt manga (ví dụ như Neo Angelique và Meine Liebe) cùng một loạt manga nổi tiếng chuyển thể thành trò chơi điện tử (như Nana). Một số ví dụ về phát hành đồng thời của một bộ manga và otome game còn tồn tại như Angelique và Full House Kiss. Nó cũng phổ biến với các bộ doujinshi vẽ các nhân vật nổi tiếng từ những otome game. Các tựa game nổi tiếng cũng có thể chuyển thể thành OVA anime hoặc series như Angelique và Uta no Prince-sama từng làm.

## Otome game tiêu biểu
- Alice in the Country of Hearts (series)
- Amnesia (series)
- Angelique (series)
- Arabians Lost: The Engagement on Desert
- Brothers Conflict
- Café 0 ~The Drowned Mermaid~ (Anh/Đức/Nhật)
- Date Warp (Anh)
- Diabolik Lovers
- Duel Love
- Fatal Hearts (Anh)
- The Flower Shop (Anh)
- Full House Kiss (series)
- Girl's Club (Anh)
- Glass no Mori
- Hakuōki (series)
- Harukanaru Toki no Naka de (series)
- Hatoful Boyfriend
- Heileen (Anh)
- Hiiro no Kakera (series)
- Houkago no Love Beat
- Kaitou Apricot (series)
- Kiniro no Corda (La Corda d'Oro) (series)
- La storia della Arcana Famiglia
- Magical Diary (Anh)
- Meine Liebe
- McKenzie & Co
- My Candy Love (Anh/Pháp/số khác)
- Mystic Messenger
- Otometeki Koi Kakumei Love Revo!!
- Palais de Reine
- Princess Battles (Anh/Đức)
- Princess Debut (Anh/Nhật)
- RE: Alistair (Anh/Đức)
- Starry Sky (series)
- Tokimeki Memorial Girl's Side (series)
- The Royal Trap (Anh)
- Uta no Prince-sama (series)
- Ururun Quest: Koiyuuki
- Yo-Jin-Bo (Anh/Nhật)
- Your Memories Off: Girl's Style
- X-Note (Anh)

## Nhà phát triển và phát hành
- Aksys Games
- Broccoli
- D3 Publisher
- GREE
- Hanako Games
- HuneX
- Idea Factory (Otomate)
- Koei (Neo-romance games)
- Konami
- Quin Rose
- Rejet
- roseVeRte
- SakeVisual
- Takuyo
- Winter Wolves
- Zeiva Inc